# Samuel Peploe

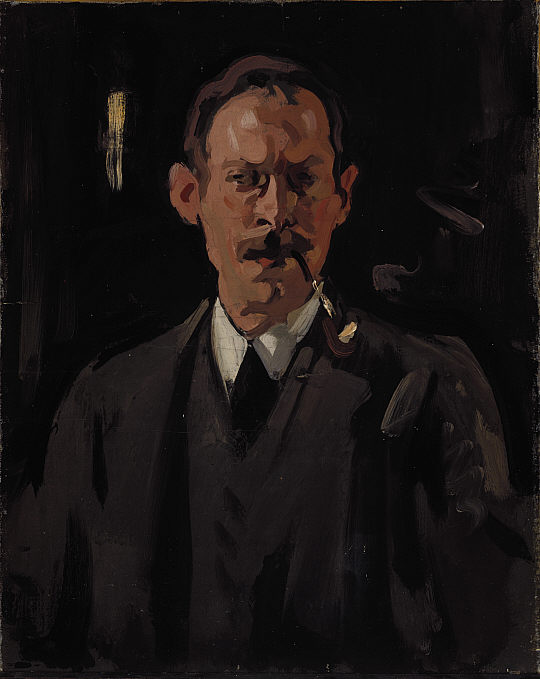
Samuel Peploe

Samuel John Peploe (* 27. Januar 1871 in Edinburgh; † 11. Oktober 1935 ebenda) war ein britischer spätimpressionistischer Maler aus der Gruppe der schottischen Koloristen.
Von 1893 bis 1894 studierte er an der Royal Scottish Academy und danach an der Académie Julian und der Académie Colarossi in Paris, wo er sich ein Zimmer mit Robert Brough teilte. Bei einem Hollandaufenthalt 1895 fertigte er Reproduktionen von Gemälden von Rembrandt und Frans Hals. Ab 1901 unternahm er zahlreiche Reisen in Nordfrankreich und zu den Hebriden mit seinem Freund John Duncan Fergusson. Inspiriert durch die dort herrschenden Lichtverhältnisse experimentierte er mit dem großzügigen Einsatz von Farben. Der Einfluss des schlichten Realismus der französischen Maler und der Glasgow School sind bezeichnend für seine Landschaftsbilder.
Peploe ging 1910 für zwei Jahre nach Paris und konzentrierte sich auf Landschaftsmotive und Stillleben. Letztere sind sehr stark von Manet beeinflusst und bestehen aus einer Kombination von zügigen Pinselstrichen mit Impastomalerei vor dunklen Hintergründen, bei denen starke Lichteffekte eine Rolle spielen.
Nach Schottland zurückgekehrt unternahm er mit Freunden zahlreiche Reisen durch das Land und verbrachte in den 1920er Jahren einige Sommer mit Francis Cadell, einem weiteren Maler der schottischen Koloristen, auf Iona, um dort zu malen.
Sein ganzes Leben war Peploe stark beeinflusst durch die französische Malerei und obwohl er nicht besonders abstrakt malte, beeindrucken seine Bilder durch den großzügigen Gebrauch starker Farben, geradlinige Komposition und genaue Ausführung.